# Bánffytanya (Maros megye)
Bánffytanya (románul: Sărmășel-Gară) falu Maros megyében, Erdélyben. Közigazgatásilag Nagysármás városhoz tartozik.

## Fekvése
A Mezőségi-patak völgyében fekszik, 350 m-es tengerszint feletti magasságban, Marosvásárhelytől 51 km-re északnyugatra, Kolozsvártól 53 km-re keletre, a DN16 országút és DJ151-es megyei út kereszteződésénél.